# Pictures of Moments
Pictures of Moments is een album van BZN. Het werd eerst uitgebracht op de toen gebruikelijke lp en mc, later is het ook op cd verschenen. Op dit album staan ook de hits Blue eyes en Twilight, beide goed voor een top 5-notering in de Nederlandse Top 40. Het plan was om ook een derde single van dit album af te halen, namelijk Put on your Make-up. Maar tijdens het eerste tv-optreden ging het mis: een geluidstechnicus lette niet op, en de muziek was nauwelijks hoorbaar in de huiskamers. Beide singles zijn in Nederland en Duitsland uitgebracht, het album alleen in Nederland.
Het album stond in Nederland 17 weken in de Elpee top 50, waarbij twee weken lang de derde positie werd bereikt. Pictures of Moments is beloond met goud en platina.
Voor de televisie werd er een muziekspecial opgenomen in de Franse Alpen.

## Tracklist
Kant A
1. Life ain't easy [Th. Tol/J. Tuijp/C. Tol]
2. Twilight [Th. Tol/J. Tuijp/C. Tol]
3. I can't stand these nights [Th. Tol/J. Tuijp/C. Tol]
4. I won't change my life [Th. Tol/J. Tuijp/C. Tol]
5. Put on your make-up [Th. Tol/J. Tuijp/C. Tol]
6. It's all right [Th. Tol/J. Tuijp/C. Tol]
Kant B
7. Tonight [Th. Tol/J. Tuijp/C. Tol]
8. Blue eyes [Th. Tol/J. Tuijp/C. Tol]
9. Just say I'm home [Th. Tol/J. Tuijp/C. Tol]
10. Sally [Th. Tol/J. Tuijp/C. Tol]
11. I recall [Th. Tol/J. Tuijp/C. Tol]